# Megalithische tempels van Ġgantija
De megalithische tempels van Ġgantija (IPA: [dʒɡanˈtiːja]) bevinden zich op het Maltese eiland Gozo. Ze dateren uit de periode 3600-2500 v.Chr., het zogenaamde Chalcolithicum van de Ggantijafase tot de Tarxienfase. Ze werden opgegraven in 1827. De twee tempels zijn de eerste van de vele megalithische tempels en grotten op de Maltese archipel met hoefijzervormige of niervormige elementen in het grondplan. Ze zijn misschien gebruikt in het kader van een vruchtbaarheidscultus, wat door sommigen wordt afgeleid uit vrouwenbeeldjes die er zijn gevonden.
Volgens een plaatselijke legende zijn de Ggantijatempels gebouwd door reuzen, vandaar de naam, die 'gigantenwerk' betekent. De legende vertelt ook dat deze giganten op Gozo woonden en de tempels als cultusplaats gebruikten.
Tot de ontdekking van de 11.000 jaar oude tempel op de Göbekli Tepe in oostelijk Anatolië gold Ġgantija als de oudste tempel ter wereld die uit bewerkte steen was opgetrokken. De uit ruwe steen opgebouwde megalithische bouwwerken van Barnenez en Carnac in Bretagne zijn echter eeuwen ouder.
In 1980 zijn deze tempels tot werelderfgoed van de UNESCO verklaard.

## Ligging
De Ġgantijatempels liggen op een heuvelrug op ongeveer 115 m hoogte boven het plaatsje Xagħra (uitgesproken als sjara) aan het uiteinde van het Xagħraplateau. Ze kijken uit op een groene vallei in het zuidoosten.

## Beschrijving
De Ggantijatempels omvatten twee tempelconstructies die naast elkaar zijn gebouwd en ommuurd zijn door een stenen wal. Beide tempels komen uit op een gemeenschappelijke voorhof. De tempels hebben een typisch hoefijzer- of klaverbladvormig grondplan. De muren bestaan uit naar binnen gerichte blokken die door middel van kleinere stenen werden aangevuld tot een geheel.
Zo ontstonden halfronde apsisvormige omgangen die door een centrale gang werden verbonden. Archeologen zijn van mening dat de omgangen oorspronkelijk overdekt waren. De structuren zijn imposant, mede doordat in de tijd van hun constructie geen metalen werktuigen bestonden en het wiel nog niet was ingevoerd. Er zijn kleine ronde stenen gevonden, waarvan men meent dat ze als draagballen werden gebruikt om de enorme steenblokken te transporteren.

Plattegrond Ġgantija tempel

De zuidelijke tempel, daterend uit de Ggantija-fase die omstreeks 3600 v.Chr. begon, is de grootste en de oudste. Hij is ook de best bewaarde van de twee.
Het grondplan omvat vijf grote apsissen verbonden door een centrale gang. De diameter van het tweede paar apsissen is 23 meter. De resterende muren van de linker apsis en de nabije buitenmuur zijn 7 meter hoog. De eerste rechter apsis heeft verschillende altaarblokken die vage sporen van spiraalvormige reliëfs vertonen.
De linker apsis van de tweede tempelruimte heeft een complexe altaarstructuur: drie trilithons tussen vier rechtopstaande stenen.
De tempelmuren zijn opgetrokken uit harde koralijn-kalksteen, terwijl het fijnere werk zoals de altaren en de doorgangen uitgevoerd is in de zachtere globigerina-kalksteen. Er zijn sporen van pleisterwerk dat ooit de onregelmatige wanden bedekte en nog tussen de blokken zit. Ook zijn er pleisterfragmenten gevonden met resten van rode okerschildering.

Aan de ingang zit een groot steenblok met een terugwijkende wand, wat de hypothese veroorzaakte dat dit een rituele ablutieruimte zou zijn geweest waar men zich kon reinigen vooraleer het complex te betreden.
De tweede tempel is jonger en eenvoudiger. Hij werd gebouwd in de late Ggantija- of de vroege Tarxien-fase. Deze tempel heeft vier apsissen en wordt achteraan afgesloten met een nis die slechts eenvoudig is uitgewerkt. In de buitenmuur zijn grote orthostaten ingebouwd, vooral in de achterste muren.
Zoals andere megalithische bouwwerken op Malta is ook dit tempelcomplex naar het zuidoosten gericht. De vondst van dierlijke beenderen op deze site laat vermoeden dat er mogelijk dierenoffers werden gebracht.
Op de smalle zijde van een orthostaat is in reliëf een slang te zien met ook een dubbele spiraal. Erg gelijkende spiraalvormen zijn teruggevonden op de grafsteles van Mycene zoals die ook op het vierkant altaarblok van Tarxien staan. Volgens Trump zou, op basis van de chronologie van beide, enige connectie van de hand moeten worden gewezen.

## Opgravingswerken en internationale erkenning
Men wist al heel lang van het bestaan van deze tempels. Er was zelfs een groot grondplan beschikbaar, getekend door Jean-Pierre Hoüel aan het eind van de 18e eeuw, lang voor de opgravingen van start gingen. In 1827 werd de site van puin geschoond door John Otto Bayer, luitenant-gouverneur van Gozo. Daardoor is het bodemmateriaal zonder afdoend vooronderzoek verloren gedaan. Het verlies aan informatie door dit opruimingswerk werd ten dele gecompenseerd door de Duitse kunstenaar Brochtorff, die een schildering van de site maakte, amper twee jaar nadat het puin was geruimd. Dat is dan ook het enig beschikbare praktische gegeven van de opruimbeurt.
Na de opgravingen van 1827 raakten de ruïnes in verval en kwam het terrein in privéhanden tot 1933, toen de regering het onteigende voor openbaar nut. Er werd uitgebreid archeologisch onderzoek en opgravingswerk verricht door het departement van het museum in 1933, 1936, 1949,1956-57 en 1958-59 met het doel om de ruïne en haar omgeving op te ruimen, te behoeden en te onderzoeken.
De Ġgantijatempels werden in 1980 op de lijst van het UNESCO-werelderfgoed geplaatst. In 1992 besliste de UNESCO om vijf andere megalithische tempels van de Maltese archipel aan de lijst toe te voegen. De lijst van Ġgantija werd toen hernoemd tot de "Lijst van Megalithische tempels van Malta".

## Xaghra-grafcirkel
Op 350 meter van de Ggantijatempels bevindt zich de Xaghra-grafcirkel, ook Brochtorffcirkel genoemd naar de 19de-eeuwse schilder die schilderingen van de vindplaats maakte. De megalithische steencirkel heeft een diameter van 45 m en werd gedeeltelijk opgegraven. Deze site is niet toegankelijk voor bezoekers.

## Legende
Volgens een legende zou een enkele reuzin het bouwwerk in één nacht hebben gebouwd, terwijl ze ook nog haar kind op de arm hield.

## Galerij

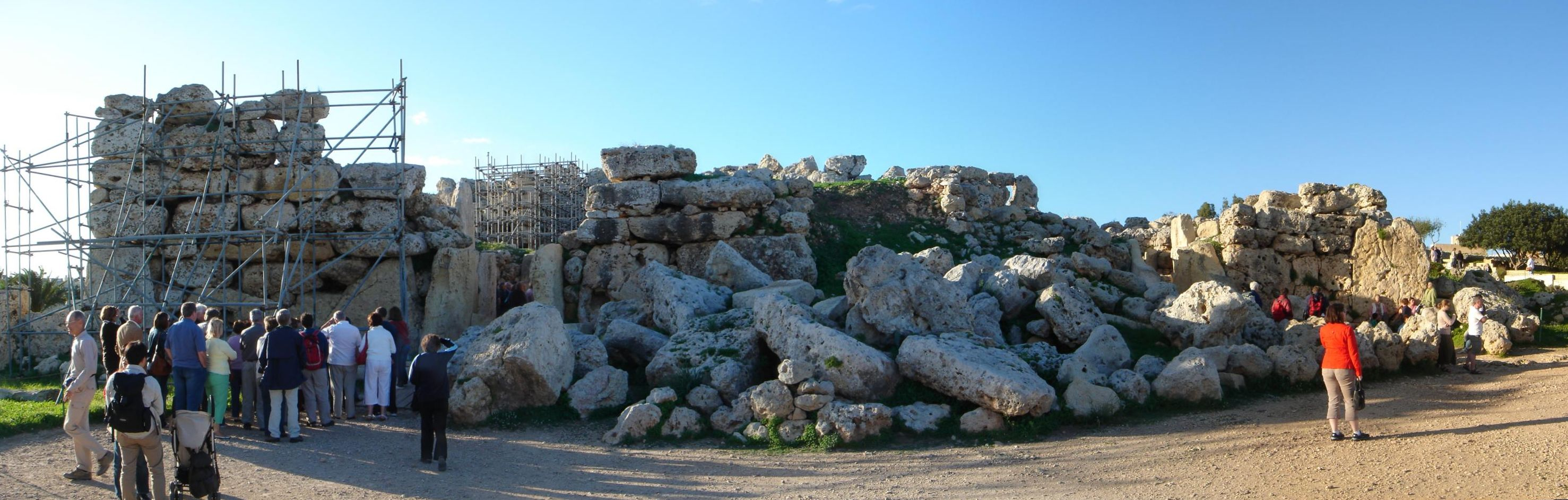
Panorama van de gevel van de Ġgantija tempels
Panorama van de achterzijde van de Ġgantija tempels
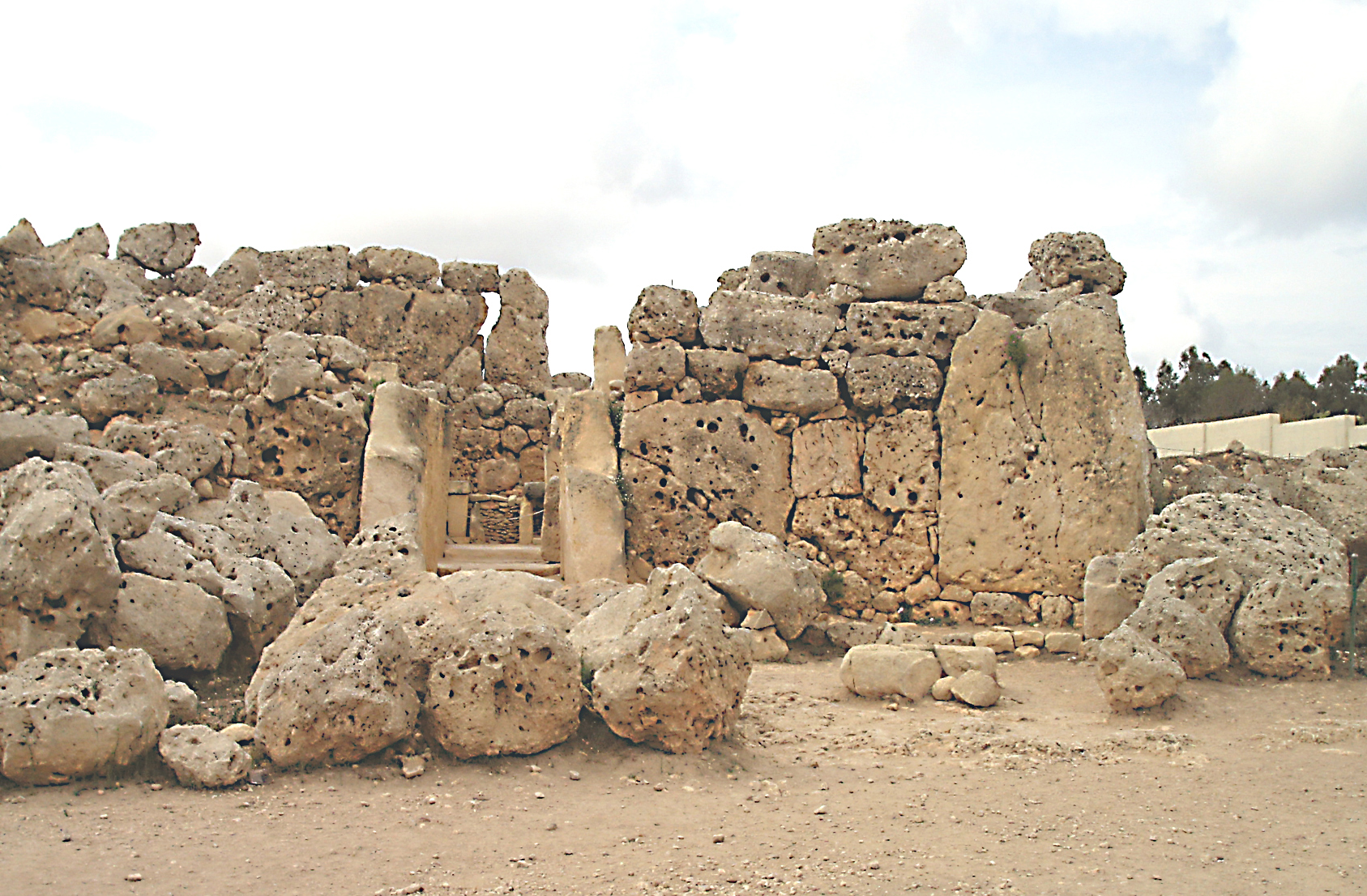
Zicht naar het interieur van een Ġgantija tempel
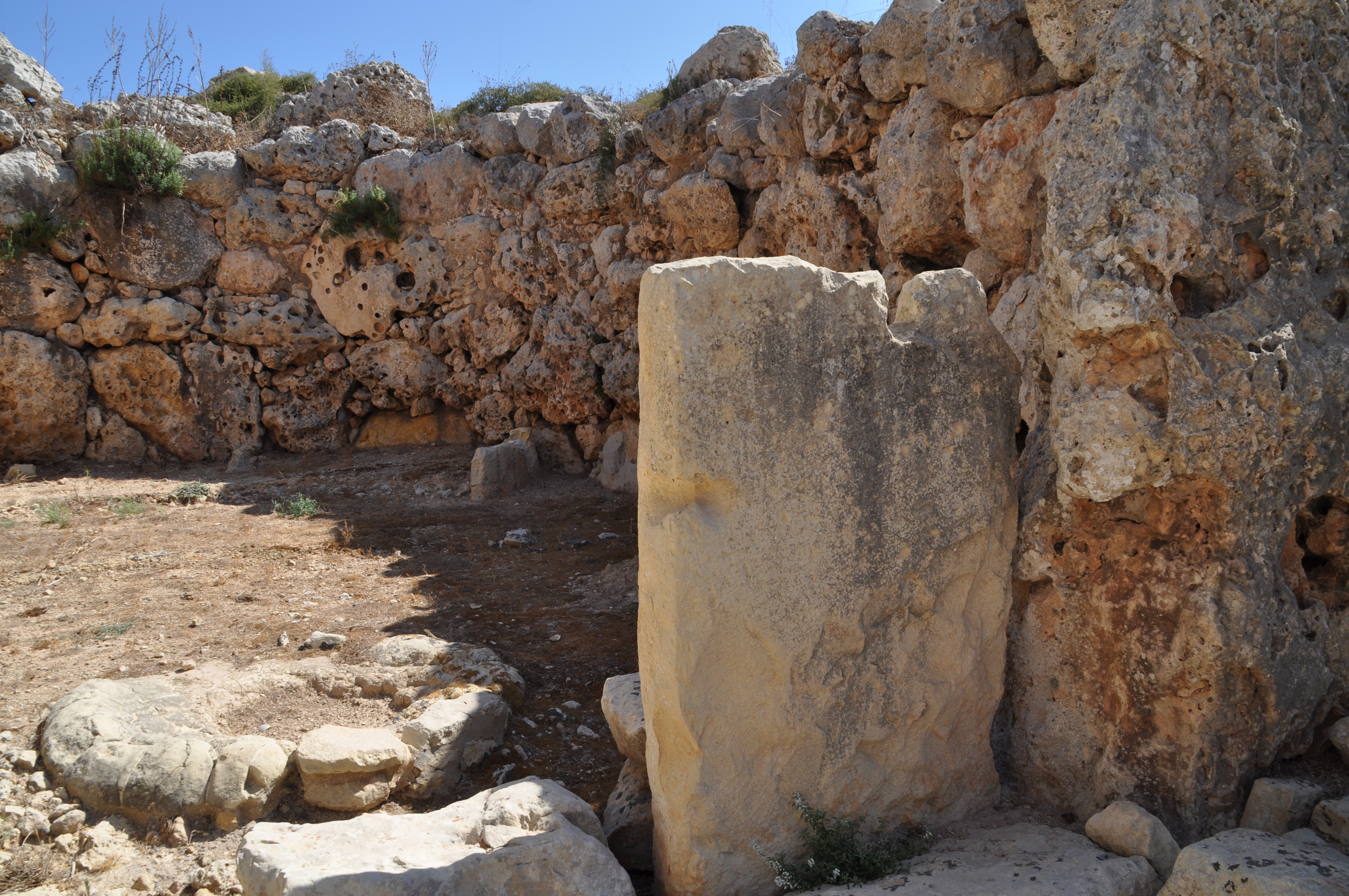
Vermoedelijke haard voor een eeuwig vuur